# الکسیس نپ
الکسیس نپ (انگلیسی: Alexis Knapp؛ زادهٔ ۳۱ ژوئیهٔ ۱۹۸۹) بازیگر سینما اهل ایالات متحده آمریکا است. وی از سال ۲۰۰۹ میلادی تاکنون مشغول فعالیت بوده‌است. 

## گزیده فیلمشناسی
از فیلم‌ها یا برنامه‌های تلویزیونی که وی در آن نقش داشته‌است می‌توان به آثار زیر اشاره کرد.
- پروژه ایکس (فیلم ۲۰۱۲) (۲۰۱۲)
- آوازخوان حرفه‌ای (۲۰۱۲)
- آوازخوان حرفه‌ای ۲ (۲۰۱۵)
- اصرار (۲۰۱۶)
- آوازخوان حرفه‌ای ۳ (۲۰۱۷)
- مرد خانواده (۲۰۱۳)
- ناهنجاری
- یک فرصت دیگر (۲۰۲۴)